# Le Housseau-Brétignolles
Le Housseau-Brétignolles è un comune francese di 237 abitanti situato nel dipartimento della Mayenne, nella regione dei Paesi della Loira.

## Società

### Evoluzione demografica
Abitanti censiti